# Книрим, Алекса
Алекса Книрим (до замужества Шимека, англ. Alexa Scimeca; род. 10 июня 1991 года в Аддисоне, штат Иллинойс) — американская фигуристка, выступавшая в парном катании. С Брэндоном Фрейзером они — олимпийские чемпионы в командном соревновании (2022), чемпионы мира (2022), серебряные призёры чемпионата мира (2023), серебряные призёры финала Гран-при (2022), двукратные чемпионы США (2021, 2023), победители командного чемпионата мира (2023).
С 2012 по 2020 она выступала в паре с Крисом Книримом, который во время совместной карьеры стал её мужем. Они — бронзовые призёры Олимпийских игр в командном соревновании (2018), серебряные призёры чемпионата четырёх континентов (2016), бронзовые призёры чемпионата четырёх континентов (2014), трёхкратные чемпионы США (2015, 2018, 2020), победители командного чемпионата мира (2015).

## Биография
Алекса Шимека родилась 10 июня 1991 года в Аддисоне, штат Иллинойс. У неё есть брат и сестра. Она и Крис Книрим встали в пару в апреле 2012 года и начали встречаться примерно через месяц. Они обручились 8 апреля 2014 года и поженились 26 июня 2016 года в Колорадо-Спрингс. Их партнёрство в фигурном катании завершилось в феврале 2020 года. Сейчас пара живёт в Ирвайне, штат Калифорния, где Алекса Книрим тренируется со своим нынешним партнёром по фигурному катанию  Брэндоном Фрейзером, а Крис Книрим стал их тренером.

## Карьера

### Ранние годы
Алекса начала кататься на коньках в 1998 году.  Её десять лет тренировали Триш Казо Браун и Сергей Теленко. Следующие два года она тренировалась у Марии Ежак-Эти. Вадим Наумов и Евгения Шишкова работали с Алексой с 2010 по 2011 год. В сезоне 2011/2012 Шимека перешла в парное катание и встала в пару с Иваном Димитровым, с которым тренировалась в Коннектикуте. В 2012 году она переехала в Колорадо-Спрингс, где начала тренироваться под руководством Делайлы Саппенфилд.

### 2012/2013: объединение с Крисом Книримом
Саппенфилд предложила Алексе встать в пару с Крисом Книримом. Они объединились в апреле 2012 года. Пара начала тренироваться у Делайлы Саппенфилд, Ларри Ибарри и другими тренерами на арене Broadmoor World Arena в Колорадо-Спрингс.
Новая пара выиграла золотую медаль на своём первом международном соревновании Coupe Internationale de Nice в октябре 2012 года. После ряда снятий других пар они получили возможность выступить на этапе Гран-при NHK Trophy, где заняли четвёртое место.
Пара выиграла серебряную медаль на чемпионате США. Федерация заявила их на чемпионат четырёх континентов, но пара вынуждена была пропустить соревнования из-за повреждения правой ноги у Алексы. Шимека / Книрим были включены в состав сборной США на чемпионат мира после того, как Кейди Денни и Джон Кафлин отказались от участия. Они заняли девятое место на своём дебютном мировом первенстве.

### 2013/2014: Олимпийский сезон
Сезон для пары начался с проблем. В июле Крис сломал левую малоберцовую кость. Ему сделали операцию, в результате которой ему в лодыжку вставили металлическую пластину и девять винтов. В то время как Книрим смог восстановиться относительно быстро, команда полагала, что слишком рано вернулась к соревнованиям. В январе они выиграли оловянную медаль на чемпионате США. Они не попали на Олимпиаду.  Затем они выиграли бронзовую медаль на чемпионате четырех континентов. В марте Книриму сделали дополнительную операцию по удалению металлической скобы из ноги, которая вызывала дискомфорт.

### 2014/2015: первый национальный титул
Алекса и Крис выиграли золотую медаль в своём первом соревновании US International Classic, а затем завоевали бронзовую медаль на Nebelhorn Trophy. В октябре они заняли два четвёртых места на этапах Гран-при: Skate America и Trophée Éric Bompard.
На чемпионате США Шимека / Книрим завоевали свой первый национальный титул, установив новые рекорды США как в короткой программе, так и в произвольной программе. Они также стали первой американской командой в истории, исполнившей четверной подкрут на соревнованиях.
На чемпионате четырёх континентов Алекса и Крис заняли пятое место и получили новый личный рекорд: 124,44 балла в произвольной программе и 187,98 балла в сумме.  На чемпионате мира пара заняла седьмое место, что стало самым высоким результатом среди пар из США с 2011 года. Заключительным стартом сезона стал World Team Trophy, где американцы заняли четвёртое место в короткой программе и третье место в произвольной программе, что в конечном итоге стало ключевым фактором. Сборная США выиграла золото.

### 2015/2016: медаль ЧЧК, домашний чемпионат мира

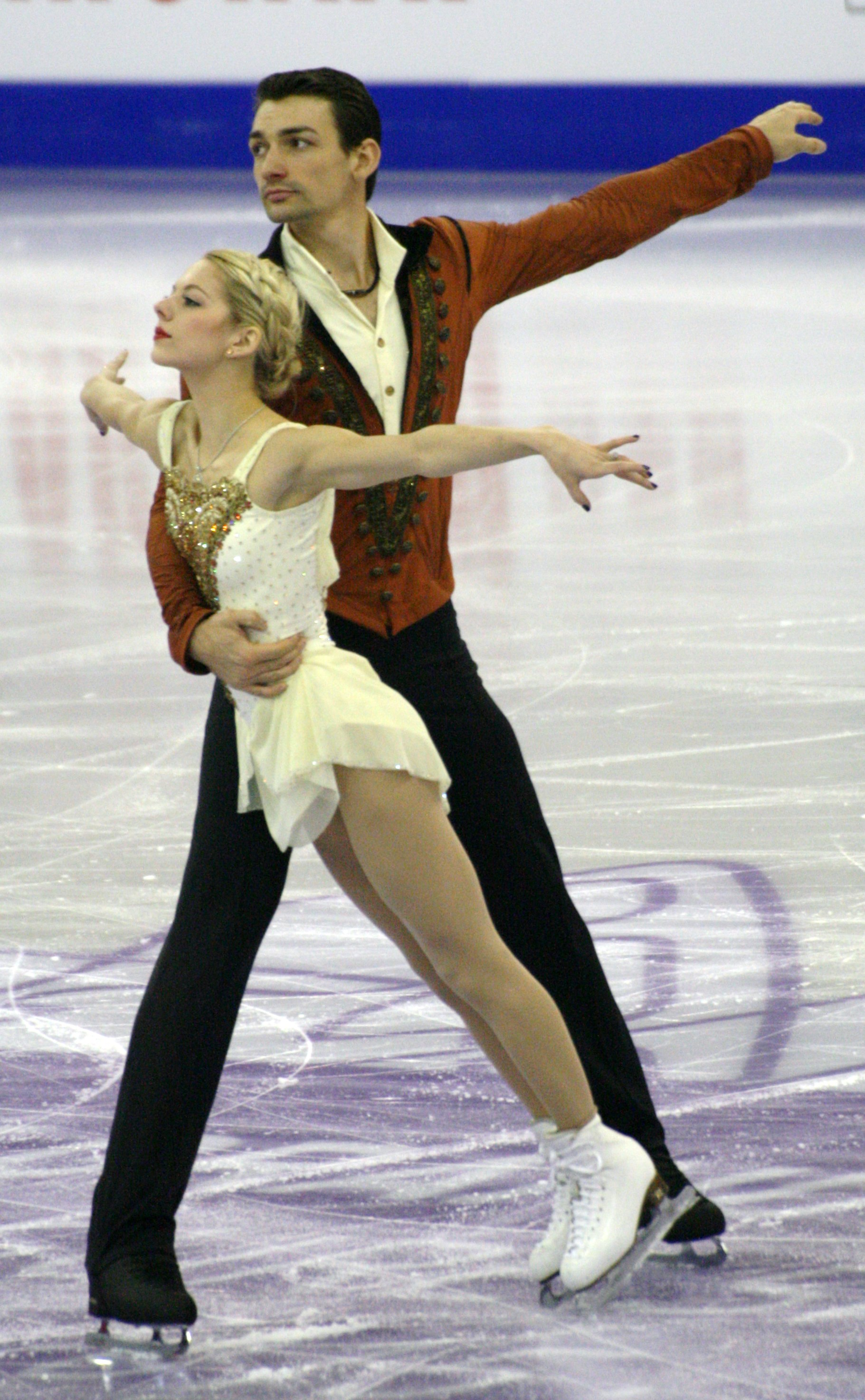
Алекса и Крис в финале Гран-при сезона 2015/2016

Алекса и Крис начали свой сезон на Nebelhorn Trophy, где они выиграли серебряную медаль, уступив только действующим олимпийским чемпионам Татьяне Волосожар и Максиму Транькову. Затем пара участвовала на этапе Гран-при Skate America, где они впервые завоевали медаль Гран-при — серебро.  Они заняли первое место в короткой программе с новым личным лучшим результатом 69,69 балла. На следующей неделе они выиграли золотую медаль на IceChallenge в Граце.
Шимека / Книрим выиграли бронзовую медаль на NHK Trophy, что помогло им выйти в финал Гран-при в Барселоне. В финале они стали седьмыми. Алекса и Крис стали первой парой из США с 2007 года, прошедшей квалификацию в финал Гран-при.
К чемпионату США пара подходила в статусе главных фаворитов, но в итоге они уступили Таре Кейн и Дэнни О’Ши. На чемпионате четырёх континентов Шимека и Книрим завоевали серебряную медаль, показав лучшее выступление в карьере. Они заработали новые личные рекорды: 140,35 балла в произвольной программе и 207,96  балла в сумме, что стало самым высоким результатом, когда-либо зафиксированным парной командой США на международных соревнованиях. Травма Алексы ограничила подготовку пары перед домашним чемпионатом мира. В Бостоне они заняли седьмое место в короткой программе с личным лучшим результатом, набрав 71,37 балла, но после произвольной программы они откатились на девятое место. Затем пара соревновалась за сборную Северной Америки на первом Team Challenge Cup, где команда выиграла золотую медаль.

### 2016/2017: болезнь, операция и успешное возвращение
Алекса заболела в апреле 2016 года и её болезнь прервала тренировки пары на целое лето.  В августе у неё было правильно диагностированое редкое, опасное для жизни желудочно-кишечное заболевание и в том же месяце она перенесла две абдоминальные операции. Пара возобновила лёгкие тренировки в конце сентября. Алекса Книрим перенесла дополнительную операцию 1 ноября и вернулась к тренировкам к середине того же месяца.
Болезнь Алексы сопровождалась регулярными приступами рвоты, изнуряющей болью, трудностями со сном, едой или питьём, а также значительной потерей веса. Крис заявил, что когда его жена впервые вернулась на лёд после операции, ей пришлось держать его за руки, чтобы проехать круг по катку и она могла кататься на коньках только 10 минут, прежде чем ей пришлось пойти домой вздремнуть, потому что это было физически очень утомительно. Пара отказалась от участия на обоих этапах Гран-при: Rostelecom Cup и Cup of China. Также они снялись с чемпионата США. Алекса и Крис возобновили полноценные тренировки в январе и были включены в состав сборной США как на чемпионат четырёх континентов, так и на чемпионат мира.
В феврале американская пара уверенно вернулась к соревнованиям на чемпионате четырёх континентов, где заняли шестое место, уступив только канадским и китайским парам. Затем пара выступила на чемпионате мира, где они откатали две сильные программы и заняли десятое место. Места с 5-го по 10-е разделяло всего 4,35 балла. Это было четвёртое попадание Алексы и Криса в топ-10 за все их четыре выступления на чемпионатах мира.

### 2017/2018: Олимпийский сезон, вторая победа на чемпионате США, Олимпиада
Книримы начали свой сезон на US International Classic, где они выиграли серебряную медаль, уступив канадцам Кирстен Мур-Тауэрс и Майклу Маринаро. Они заняли первое место в произвольной программе после того, как за неделю до соревнований поменяли её. Затем пара участвовала в двух этапах Гран-при: NHK Trophy и Skate America, где на обоих соревнованиях заняли  пятое место. После Skate America выяснилось, что Крис Книрим восстанавливается после травмы надколенника. Алекса и Крис были лучшими парниками США на всех международных соревнованиях, в которых они участвовали в течение последних трёх лет. Их результаты на протяжении всего сезона Гран-при были самыми высокими среди всех конкурентов по сборной.
На олимпийском чемпионате США Алекса и Крис выиграли свой второй национальный титул с результатом 206,60 балла . Они заняли первое место в короткой программе, первое место в произвольной программе и впервые с 2016 года выполнили четверной подкрут на соревнованиях. Это одна из немногих пар в мире, способных выполнять этот элемент ультра-си. После этого чемпионата Алекса и Крис были включены в олимпийскую сборную США 2018 года, которая отправится на зимние Олимпийские игры, которые в феврале пройдут в Пхёнчхане. Они заняли единственную квоту сборной США в парном катании.
На Олимпиаде Алекса и Крис выиграли олимпийскую бронзовую медаль в командных соревнованиях в составе сборной США. Они заняли четвёртое место в короткой программе с лучшим результатом в сезоне, победив лучшие пары из Китая, Франции и Италии. Затем они стали четвёртыми в произвольной программе. В личных соревнованиях они заняли пятнадцатое место. В произвольной программе Книрим / Книрим стали первой американской парой и второй парой в истории, успешно исполнившей четверной подкрут на Олимпийских играх.
Несколькими неделями позже Книримы соревновались на чемпионате мира. Они заняли одиннадцатое место в короткой программе с хорошим выступлением и были в трёх баллах от пятёрки лучших. Они финишировали на пятнадцатом месте по итогам турнира
14 мая 2018 года федерация фигурное катания США объявила, что пара ушла от своего многолетнего тренера Делайлы Саппенфилд, чтобы тренироваться с олимпийской чемпионкой 2018 года Алёной Савченко и её тренерским штабом.  Они начали тренироваться неполный рабочий день в Оберстдорфе.

### 2018/2019: тренерские изменения, потеря позиций в сборной

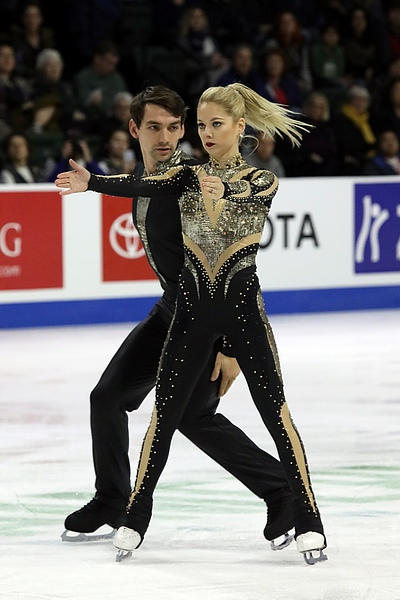
Алекса и Крис на Skate America (2018)

Книримы начали свой сезон на турнире Nebelhorn Trophy, где завоевали серебряную медаль. Они заняли первое место в короткой программе и стали вторыми по сумме, уступив победителю один балл. Затем они участвовали в своём первом этапе Гран-при в сезоне, Skate America, где остановились в шаге от пьедестала. На этом турнире они были без тренера. 20 октября 2018 года было объявлено, что совсем недавно они расстались со своим тренером Алёной Савченко, что сами фигуристы подтвердили после окончания турнира.
В начале ноября Алекса и Крис завоевали бронзовую медаль на своём втором этапе Гран-при NHK Trophy, опередив канадцев Кирстен Мур-Тауэрс и Майкла Маринаро. В Японии их тренером был Тодд Санд, и они переехали в Калифорнию в течение двух недель между их этапами Гран-при. Алекса и Крис официально начали тренироваться с Дженни Мено и Тодда Санда в конце ноября. В начале декабря они выиграли серебряную медаль на Golden Spin of Zagreb, заняв первое место в произвольной программе.
В январе на чемпионате США они неожиданно заняли седьмое место после серии необычных ошибок. В короткой программе у них была нехарактерная большая ошибка в их фирменном тройном подкруте, обычно их лучшем элементе. В произвольной программе они неожиданно сорвали вторую поддержку и полностью пропустили третью. После соревнований выяснилось, что Крис Книрим страдал от разрыва связки запястья, для восстановления которого потребовалась операция. Позже он заметил, что «программа прошла так же, как прошёл наш год, много незапланированных неудач». В межсезонье ему сделали операцию..

### 2019/2020: третий национальный титул и распад
В межсезонье фигуристы добавили Рафаэля Арутюняна в свою тренерскую команду. Они хорошо начали свой сезон на Nebelhorn Trophy, где завоевали серебряную медаль с общим результатом 202,41 балла.
Затем Книримы выступили на своём первом этапе Гран-при в сезоне Skate Canada, где они откатались весьма уверенно и заняли четвёртое место, отставая менее чем на три балла от действующих серебряных призёров чемпионата мира Евгении Тарасовой и Владимира Морозова. На своём втором этапе Гран-при в Японии они стали пятыми в короткой программе с падением и обнулённым тодесом. После произвольной программы с множеством ошибок, включая дорогостоящую пропущенную поддержку, они заняли седьмое место в общем зачёте.
В январе на национальном чемпионате Алекса и Крис стали трёхкратными чемпионами США. Они откатали полностью чистую короткую программу и набрали 77,06 балла, новый рекорд чемпионата США, и оторвались от конкурентов почти на семь баллов. Они стали первой парной командой США, выигравшей три национальных титула с 2002 года.
Менее чем через две недели после чемпионата США Книримы выступили на чемпионате четырёх континентов в Сеуле. В короткой программе они оба ошиблись в параллельном прыжке, а затем Крис поскользнулся при входе в параллельное вращение, полностью потеряв элемент. Они заняли пятое место в короткой программе. С произвольной программы они снялись, сославшись на болезнь в семье.
Книримы были в официальном списке участников чемпионата мира, который был опубликован 26 февраля, но в тот же день было объявлено, что партнёр и муж Алексы Крис Книрим уходит из спорта, сославшись на травмы и продолжающиеся приступы депрессии. Также было объявлено, что Алекса Книрим будет искать нового партнёра для продолжения своей карьеры в фигурном катании. Она заявила: «Я его жена, а не его партнёрша. Мы знаем, что катание на коньках заканчивается, а жизнь продолжается. Для нас важен наш брак, наши отношения». Крис Книрим добавил: «Я с нетерпением жду, когда она продолжит кататься на коньках и буду поддерживать её всеми возможными способами. Алекса очень упорная и сильная. Она зажигает на льду. Ничто не может её остановить».

### 2020/2021: новый партнёр, первый титул Гран-при и четвёртый национальный титул
1 апреля Алекса Книрим объявила, что объединяется с Брэндоном Фрейзером, который ранее расстался со своей бывшей партнёршей Хэвен Денни. Новая пара начала вместе тренироваться примерно в мае 2020 года из-за ограничений, вызванных пандемией COVID-19. Они тренируются в Ирвайн (Калифорния), на льду Great Park Ice с тренерами Тоддом Сандом, Дженни Мено, Рафаэлем Арутюнианом, Крисом Книримом и Кристин Биндер. Они также берут уроки дистанционно у тренера Нины Мозер.
Книрим / Фрейзер выиграли золотую медаль на своём дебютном этапе Гран-при Skate America, что также ознаменовало их соревновательный дебют в паре. В этом мероприятии приняли участие фигуристы, тренирующиеся в США из-за ограничений на поездки, вызванных пандемией COVID-19. Пара откатала сильно и солидно в обеих программах, заняв первое место в короткой программе с результатом 74,19 балла и первое место в произвольной программе с результатом 140,58 балла, в сумме 214,77 балла, заработав свой первый титул Гран-при.
На чемпионате США в январе Алекса и Брэндон выиграли свой первый совместный национальный титул, набрав 228,10 балла, что является самым высоким результатом, когда-либо достигнутым на соревнованиях в США.  Они заняли первое место в короткой программе с результатом 77,46 балла и первое место в произвольной программе с результатом 150,64, установив новые рекорды чемпионата США в обоих сегментах. Они выиграли золотую медаль с доминирующим отрывом в 23 очка с двумя сильными и хорошо выполненными программами. Алекса Книрим - первая фигуристка в парном катании, выигравшая четыре национальных титула США после Кёко Ина, которая выиграла свой пятый титул в 2002 году. Она также является первой фигуристкой в США, выигравшей национальные титулы подряд с двумя разными партнерами с 2012 года.
На чемпионате мира в марте Книрим / Фрейзер заняли седьмое место в своём дебютном мировом первенстве. Это лучший результат американской пары с 2015 года, когда Книрим заняла такое же место со своим бывшим партнёром.
В апреле Алекса и Брэндон участвовали в командном чемпионате мира и помогли сборной США выиграть серебряную медаль. Они заняли второе место среди пар, заняв четвёртое место в короткой программе и второе место в произвольной программе. Их оценка в произвольной программе была самой высокой оценкой, которую американская пара когда-либо получала от международных судей в соответствии с действующей системой судейства.

### 2021/2022: Олимпийский сезон, командная олимпийская медаль, золото чемпионата мира
Алекса и Брэндон уверенно выступили на Cranberry Cup International, где завоевали серебряную медаль, уступив только российской паре Евгении Тарасовой и Владимиру Морозову. В сентябре они выиграли золотую медаль на международном соревновании John Nicks Pairs Challenge в Нью-Йорке, выиграв обе программы.
На своём первом этапе Гран-при сезона Skate America, Книрим и Фрейзер заняли четвёртое место и едва не поднялись на подиум, отстав от  бронзовых призёров чемпионата мира Бойковой / Козловского всего на 2,56 балла. Они были пятыми в короткой программе после того, как Фрейзер сделал степ-аут на тройном тулупе. В произвольной программе они стали вторыми и показали хороший прокат, заработав новый личный рекорд и превзойдя свой собственный рекорд по наивысшему баллу, который когда-либо зарабатывала американская пара в соответствии с действующей международной системой судейства. На своём втором этапе Гран-при во Франции пара завоевала бронзовую медаль. Они были четвертыми в короткой программе, отставая от канадцев Джеймс / Рэдфорда на 1,69 балла, но в произвольной программе им удалось обойти канадскую пару, что позволило им стать бронзовыми призёрами соревнований. Затем они участвовали в соревнованиях серии «Челленджер» Golden Spin of Zagreb, где шли вторыми после короткой программы, отстав от первого места всего на 0,51 балла. Но в произвольной программе пара допустила несколько ошибок и откатилась на пятую итоговую строчку.
Алекса и Брэндон подходили к национальному чемпионату как фавориты, пара была готова подтвердить свой титул. Они были парой из США с лучшими результатами, самыми высокими баллами и наиболее стабильными результатами на протяжении длительного периода времени, предшествовавшего национальным чемпионатам.  По прибытии на соревнования Фрейзер почувствовал себя плохо и 5 января, за день до короткой программы, у него был положительный результат на COVID-19. Пара была вынуждена отказаться от участия в соревнованиях и Фрейзер поделился эмоциональным видеообращением, в котором выразил опустошение из-за невозможности участвовать в соревнованиях.  Как ведущая пара США, Книрим / Фрейзер смогли успешно подать петицию и заработать место на Олимпийских играх.  9 января они были включены в состав олимпийской сборной США 2022 года. Фрейзер заявил, что чувствует себя «на 100 процентов нормально».  Книрим добавила: «Для меня большая честь и благодарность за то, что меня включили в команду с Брэндоном. Я верю, что лучшее еще впереди.  Мы были так готовы к соревнованиям здесь на этой неделе, что это было для нас разрушительно, но, очевидно, сейчас мы на седьмом небе от счастья».
На зимних Олимпийских играх 2022 года Книрим и Фрейзер приняли участие в командном турнире и помогли сборной США выиграть серебряную медаль. Они заняли третье место в короткой программе с чистым прокатом и заработали новый личный рекорд - 75,00 балла. Затем они стали пятыми в произвольной программе, в общей сложности принеся своей команде четырнадцать баллов. Однако получить свои медали в Пекине американским спортсменам было не суждено. Сначала церемонию награждения переносили несколько раз без объяснения причин, а затем и вовсе отменили. 11 февраля 2022 года во время Олимпийских игр в Пекине International Testing Agency (ITA) сообщило, что у российской спортсменки Камилы Валиевой в пробе на допинг, взятой на чемпионате России в Санкт-Петербурге в декабре, был обнаружен запрещённый в спорте препарат — триметазидин. МОК принял решение до завершения процесса не проводить церемонию награждения в командном турнире. Спустя почти два года 29 января 2024 года CAS утвердил дисквалификацию Валиевой на 4 года за применение допинга и аннулирование результатов начиная с 25 декабря 2021 года. Это означает, что американская сборная стала олимпийскими чемпионами в командном турнире.
В парных соревнованиях Алекса и Брэндон заняли шестое место, что стало лучшим результатом для американской пары за 20 лет. Они откатали чистую короткую программу и после этого оказались на шестом месте.  В произвольной программе они показали сильный прокат и заработали новый личный рекорд 138,45 балла, а также личный рекорд по сумме баллов - 212,68 балла. Фрейзер назвал этот опыт «сбывшейся мечтой».
Заключительным стартом сезона для Алексы и Брэндона должен был быть чемпионат мира, который проходил в Монпелье. Российских спортсменов отстранили от соревнований по причине ситуации на Украине, китайская федерация решила не отправлять своих фигуристов на мировое первенство из-за пандемии коронавируса, что делало Алексу и Брэндона главными претендентами на золотые медали. После сильного катания как в короткой программе, так и в произвольной программе, пара выиграла свой первый титул чемпионов мира с разницей в двадцать два балла от остальных с личным лучшим результатом 221,09 балла. Они выиграли короткую программу с личным рекордом 76,88 балла. Затем они выиграли произвольную программу с еще одним новым личным рекордом - 144,21 балла. Книрим и Фрейзер стали первыми американскими чемпионами мира в парном катании после Бабилония / Гарднер в 1979 году. Фрейзер сказал, что «мы не могли и мечтать о лучшем окончании сезона».

### 2022/2023: вторая медаль чемпионата мира
Алекса и Брэндон начали свой сезон в октябре на Skate America, где выиграли золотую медаль, свой первый титул Гран-при в полноценной коммерческой серии. Они откатали солидную короткую программу и заняли первое место в этом сегменте, а также заняли первое место в произвольной программе. Фрейзер, выступая после произвольной программы, отметил, что это было их первые соревнования в сезоне и что «сегодня вечером была драка, так что там было много мужества». Книрим / Фрейзер стала первой американской парой с 2006 года и третьей американской парой в истории, выигравшей Гран-при.
Книрим и Фрейзер выиграли золотую медаль на своём втором этапе Гран-при MK John Wilson Trophy, с большим отрывом в 21,66 балла. Они заработали лучшие результаты в новом сезоне и выиграли оба сегмента соревнований с сильной короткой программой и несколькими ошибками в произвольной программе. Книрим/Фрейзер стали первой американской парой, выигравшей два этапа Гран-при за один сезон, и первой американской парой, прошедшей квалификацию в финал Гран-при с 2015 года, когда Книрим прошла квалификацию со своим бывшим партнёром.
В финале Гран-при американская пара выиграла серебряную медаль, уступив победителям всего один балл. Они вошли в турнир в качестве фаворитов на титул вместе с Миурой / Кихарой из Японии, занявшими первое место. В короткой программе они откатались чисто, за исключением того, что Фрейзер коснулся рукой льда во время выезда с параллельного прыжка, и заработали новый личный рекорд - 77,65 балла заняв второе место, отстав от конкурентов всего на 0,43 балла. Они последовали за ним в произвольной программе с ещё одним сильным выступлением с двумя шаткими прыжками и заработали лучшие баллы в новом сезоне за произвольную программу и общее количество баллов. Алекса и Брендон стала первой американской парой в истории, выигравшей медаль финала Гран-при. Их общий результат был вторым по баллам среди пар из США на международных соревнованиях, уступая только их собственному результату на чемпионате мира в предыдущем сезоне.
На чемпионате США Книрим / Фрейзер выиграли свой второй национальный титул, обойдя ближайших конкурентов на 31,11 балла, что стало самым большим отрывом в истории, превзойдя их собственный предыдущий рекорд, установленный в 2021 году. Они откатали короткую программу чисто и возглавили соревнование с преимуществом в 15,1 балла. Их короткая программа набрала 81,96 балла, установив новый национальный рекорд. Они также заняли первое место в произвольной программе, продемонстрировав отличные результаты на пути к золотой медали. Это был пятый национальный титул Книрим в целом, что позволило ей встать в один ряд с пятью другими парными фигуристами по количеству выигранных титулов на чемпионате США за последние 75 лет. Пара отказалась от участия в чемпионате четырёх континентов, решив вместо этого участвовать в шоу «Art on Ice » в Швейцарии.
Подготовка к чемпионату мира было трудным для пары после того, как 2 марта их тренер Тодд Санд перенёс сердечный приступ и был госпитализирован на длительный период. Соревнуясь в Сайтаме Алекса и Брэндон завоевали серебряную медаль, их вторую медаль на чемпионате мира подряд. Они заняли второе место в короткой программе после того, как Фрейзер упал на тройном тулупе. Они выиграли произвольную программу с хорошими показателями, несмотря на то, что оба допустили ошибки на прыжках, но остались вторыми в общем зачёте, отставая от Миуры и Кихары на 4,68 балла. Их результат в произвольной программе 142,84 балла и общий балл 217,48 балла были лучшим результатом в сезоне, а также вторым по величине результатом, когда-либо достигнутым парой из США, уступая только их результатам на предыдущем чемпионате мира. Книрим / Фрейзер стали первой американской парой, завоевавшей медали на двух чемпионатах мира подряд с тех пор, как их тренеры Дженни Мено и Тодд Санд сделали это в 1995 и 1996 годах. Алекса и Брэндон стали всего лишь седьмой парой США в истории, выигравшей несколько медалей чемпионата мира.  Впоследствии Книрим заявила: «Вся эта неделя, всё это время, эта программа, всё это было для нашего тренера. Это то, что у нас на сердце».
На командном чемпионате мира в апреле Книрим / Фрейзер помогли сборной США выиграть золотую медаль с большим отрывом. Они заняли первое место среди пар, выиграв оба сегмента соревнований, обойдя Миуру и Кихару из сборной Японии. Они откатали чистую короткую программу и заработали новый личный рекорд - 82,25 балла. В произвольной программе они откатали очень сильную программу, не считая падения на тройном сальхове, и заработали новый личный рекорд 147,87 балла. Эти баллы, а также их новый личный лучший результат 230,12 балла превзошли их собственные рекорды по наивысшим баллам, когда-либо достигнутым парой из США.

## Программы
(с Б. Фрейзером)
| Сезон     | Короткая программа | Произвольная программа                                               | Показательные выступления                                                                 |
| --------- | --- | -------------------------------------------------------------------- | ----------------------------------------------------------------------------------------- |
| 2022/2023 | - Separate Ways (Worlds Apart) Journey ремикс Bryce Miller, Alloy Tracks (из сериала «Очень странные дела») хореография: Ше-Линн Бурн | - Sign of the Times Гарри Стайлз хореография: Джон Керр и Шинед Керр | - Fix You Coldplay хореография: Рене Рока                                                 |
| 2021/2022 | - The House of the Rising Sun Heavy Young Heathens хореография: Ше-Линн Бурн                                                          | - Fix You Coldplay и Fearless Soul хореография: Рене Рока            | - Tore My Heart Уна Гартвейт хореография: Синди Стюарт - Shallow Леди Гага и Бредли Купер |
| 2020/2021 | - In the End Linkin Park в исполнении Томми Профитт - Too Far Gone Хидден Ситизенс                                                    | - Fall on Me Андреа Бочелли и Маттео Бочелли                         |                                                                                           |

(с К. Книримом)
| Сезон     | Короткая программа | Произвольная программа                                                                             | Показательные выступления                                                                              |
| --------- | --- | -------------------------------------------------------------------------------------------------- | --- |
| 2019/2020 | - At Last Бейонсе хореография Бенуа Ришо | - Drop of Fragrance Максим Родригез - Experience Людовико Эйнауди хореорафия Бенуа Ришо            | - American Woman Ленни Кравитц                                                                         |
| 2018/2019 | - Castle Холзи | - Wicked Game James Vincent McMorrow                                                               | - Goodbye My Lover Джеймс Блант                                                                        |
| 2017/2018 | - Come What May (Мулен Руж!) Николь Кидман & Эван Макгрегор - Paint It Black The Rolling Stones в исполнении Сиара и Лондонский симфонический оркестр | - Привидение Bruce Joel Rubin, Dave Stewart, and Glen Ballard - Чарли Чаплин                       | - Rush - Nothing Else Matters Metallica                                                                |
| 2016/2017 | - Come What May (Мулен Руж!) Николь Кидман & Эван Макгрегор                                                                                           | - Привидение Bruce Joel Rubin, Dave Stewart, and Glen Ballard                                      | - Rise Up Андра Дей                                                                                    |
| 2015/2016 | - Nothing Else Matters Metallica хореография Жюли Маркотт                                                                                             | - Золотой век Крэйг Армстронг и А.Р.Рахман хореография Жюли Маркотт                                | - Rise Up Андра Дей - The Flower Duet Лео Делиб в исполнении Флорентийская опера                       |
| 2014/2015 | - Roxanne (Мулен Руж!) хореография Жюли Маркотт | - Американец в Париже Джордж Гершвин хореография Жюли Маркотт                                      | - Girls Just Want to Have Fun Cyndi Lauper - Macho Man Village People - You Are So Beautiful Джо Кокер |
| 2013/2014 | - Papa, Can You Hear Me? Йентл Мишель Легран хореография Катарина Линдгрен                                                                            | - История вечной любви Джордж Фентон хореография Игорь Шпильбанд                                   | - Hopelessly Devoted to You - You're the One That I Want - Summer Nights ( Grease)                     |
| 2012/2013 | - Лунная соната Людвиг Ван Бетховен | - Жизнь прекрасна Никола Пиовани - Последний из могикан Рэнди Эдельман - 500 Nations Peter Buffett | - Just a Kiss Lady Antebellum                                                                          |

## Спортивные достижения
(с Брэндоном Фрейзером)
| Соревнования/Сезон                       | 20/21 | 21/22 | 22/23 |
| ---------------------------------------- | ----- | ----- | ----- |
| Олимпийские игры                         |       | 6     |       |
| Олимпийские игры. Командные соревнования |       | 1     |       |
| Чемпионаты мира                          | 7     | 1     | 2     |
| Финал Гран-при                           |       |       | 2     |
| Этапы Гран-при: Internationaux de France |       | 3     |       |
| Этапы Гран-при: Skate America            | 1     | 4     | 1     |
| Этапы Гран-при: Великобритания           |       |       | 1     |
| CS Golden Spin of Zagreb                 |       | 5     |       |
| CS John Nicks Pairs Challenge            |       | 1     |       |
| Cranberry Cup                            |       | 2     |       |
| ISP Points Chall.                        | 2     |       |       |
| Командные чемпионаты мира                | 2     |       | 1     |
| Чемпионаты США                           | 1     | WD    | 1     |

(с Крисом Книримом)
| Соревнования/Сезон                       | 12/13 | 13/14 | 14/15 | 15/16 | 16/17 | 17/18 | 18/19 | 19/20 |
| ---------------------------------------- | ----- | ----- | ----- | ----- | ----- | ----- | ----- | ----- |
| Олимпийские игры                         |       |       |       |       |       | 15    |       |       |
| Олимпийские игры. Командные соревнования |       |       |       |       |       | 3     |       |       |
| Чемпионаты мира                          | 9     |       | 7     | 9     | 10    | 15    |       |       |
| Чемпионаты четырёх континентов           | WD    | 3     | 5     | 2     | 6     |       |       | WD    |
| Командные чемпионаты мира                |       |       | 1     |       |       |       |       |       |
| Чемпионаты США                           | 2     | 4     | 1     | 2     |       | 1     | 7     | 1     |
| Финал Гран-при                           |       |       |       | 7     |       |       |       |       |
| Этапы Гран-при: Rostelecom Cup           |       | 6     |       |       |       |       |       |       |
| Этапы Гран-при: Cup of China             |       | 5     |       |       |       |       |       |       |
| Этапы Гран-при: NHK Trophy               | 4     |       |       | 3     |       | 5     | 3     | 7     |
| Этапы Гран-при: Skate America            |       |       | 4     | 2     |       | 5     | 4     |       |
| Этапы Гран-при: Trophée Eric Bompard     |       |       | 4     |       |       |       |       |       |
| Этапы Гран-при: Skate Canada             |       |       |       |       |       |       |       | 4     |
| CS Nepela Memorial                       |       | 3     |       |       |       |       |       |       |
| CS Nebelhorn Trophy                      |       |       | 3     | 2     |       |       | 2     | 2     |
| CS U.S. International                    |       |       |       |       |       | 2     |       |       |
| CS Golden Spin of Zagreb                 |       |       |       |       |       |       | 2     |       |
| Icechallenge                             |       |       |       | 1     |       |       |       |       |

(с И. Димитровым)
| Соревнования/Сезон | 10/11 | 11/12 |
| ------------------ | ----- | ----- |
| Чемпионаты США     | WD    | 10    |

- * — в США на национальном чемпионате награждение производится и за четвёртое место.

## Детальные результаты

### С Брэндоном Фрейзером
На чемпионатах ИСУ награждают малыми медалями отдельно за короткие и произвольный произвольные.
| 2022/2023 сезон    | 2022/2023 сезон                                | 2022/2023 сезон | 2022/2023 сезон | 2022/2023 сезон |
| Дата               | Событие                                        | КП              | ПП              | Общее           |
| ------------------ | ---------------------------------------------- | --------------- | --------------- | --------------- |
| 13–16 апреля 2023  | Командный чемпионат мира 2023                  | 1 82,25         | 1 147,87        | 1T/1P 230,12    |
| 22–26 марта 2023   | Чемпионат мира 2023                            | 2 74,64         | 1 142,84        | 2 217,48        |
| 23–29 января 2023  | Чемпионат США 2023                             | 1 81,96         | 1 146,01        | 1 227,97        |
| 8–11 декабря 2022  | Финал Гран-при 2022/2023                       | 2 77,65         | 2 135,63        | 2 213,28        |
| 11–13 ноября 2022  | MK John Wilson Trophy 2022                     | 1 75,88         | 1 129,97        | 1 205,85        |
| 21–23 октября 2022 | Skate America 2022                             | 1 75,19         | 1 126,20        | 1 201,39        |
| 2021/2022 сезон    |                                                |                 |                 |                 |
| Дата               | Событие                                        | КП              | ПП              | Общее           |
| 21–27 марта 2022   | Чемпионат мира 2022                            | 1 76,88         | 1 144,21        | 1 221,09        |
| 18–19 февраля 2022 | Олимпийские игры 2022                          | 6 74,23         | 7 138,45        | 6 212,68        |
| 4–7 февраля 2022   | Олимпийские игры 2022 — командные соревнования | 3 75,00         | 5 128,97        | 1T              |
| 9–11 декабря 2021  | Золотой конёк Загреба 2021                     | 2 66,44         | 5 120,25        | 5 186,69        |
| 19–21 ноября 2021  | Internationaux de France 2021                  | 4 70,15         | 3 131,54        | 3 201,69        |
| 22–24 октября 2021 | Skate America 2021                             | 5 66,37         | 2 136,60        | 4 202,97        |
| 9–10 сентября 2021 | John Nicks Pairs Challenge                     | 1 76,09         | 1 136,46        | 1 212,55        |
| 11–15 августа 2021 | Cranberry Cup International                    | 2 69,83         | 2 136,04        | 2 205,87        |
| 2020/2021 сезон    |                                                |                 |                 |                 |
| Дата               | Событие                                        | КП              | ПП              | Общее           |
| 15–18 апреля 2021  | Командный чемпионат мира 2021                  | 4 65,68         | 2 133,63        | 2T/2P 199,31    |
| 22–28 марта 2021   | Чемпионат мира 2021                            | 7 64,67         | 7 127,43        | 7 192,10        |
| 11–21 января 2021  | Чемпионат США 2021                             | 1 77,46         | 1 150,64        | 1 228,10        |
| 25–27 октября 2020 | Skate America 2020                             | 1 74,19         | 1 140,58        | 1 214,77        |

### С Крисом Книримом
| 2019/2020 сезон        | 2019/2020 сезон                                | 2019/2020 сезон | 2019/2020 сезон | 2019/2020 сезон |
| Дата                   | Событие                                        | КП              | ПП              | Общее           |
| ---------------------- | ---------------------------------------------- | --------------- | --------------- | --------------- |
| 18–27 января 2020      | Чемпионат США 2020                             | 1 77,06         | 2 139,09        | 1 216,15        |
| 22–24 ноября 2019      | NHK Trophy 2019                                | 5 63,63         | 8 109,70        | 7 173,33        |
| 25–27 октября 2019     | Skate Canada International 2019                | 4 71,28         | 4 128,29        | 4 199,57        |
| 25–28 сентября 2019    | Nebelhorn Trophy 2019                          | 2 70,83         | 2 131,58        | 2 202,41        |
| 2018/2019 сезон        |                                                |                 |                 |                 |
| Дата                   | Событие                                        | КП              | ПП              | Общее           |
| 19–27 января 2019      | Чемпионат США 2019                             | 7 61,56         | 7 109,86        | 7 171,42        |
| 5–8 декабря 2018       | Золотой конёк Загреба 2018                     | 3 64,04         | 1 118,80        | 2 182,84        |
| 9–11 ноября 2018       | NHK Trophy 2018                                | 4 64,75         | 3 125,74        | 3 190,49        |
| 19–21 октября 2018     | Skate America 2018                             | 5 57,31         | 4 114,25        | 4 171,56        |
| 26–29 сентября 2018    | Nebelhorn Trophy 2018                          | 1 61,73         | 3 115,49        | 2 177,22        |
| 2017/2018 сезон        |                                                |                 |                 |                 |
| Дата                   | Событие                                        | КП              | ПП              | Общее           |
| 19–25 марта 2018       | Чемпионат мира 2018                            | 11 69,55        | 15 112,49       | 15 182,04       |
| 14–25 февраля 2018     | Олимпийские игры 2022                          | 14 65,55        | 15 120,27       | 15 185,82       |
| 9–12 февраля 2018      | Олимпийские игры 2018 — командные соревнования | 4 69,75         | 4 126,56        | 3 T 196,31      |
| 3–7 января 2018        | Чемпионат США 2018                             | 1 71,10         | 1 135,50        | 1 206,60        |
| 24–26 ноября 2017      | Skate America 2017                             | 5 64,27         | 6 124,80        | 5 189,07        |
| 10–12 ноября 2017      | NHK Trophy 2017                                | 4 65,86         | 5 126,65        | 5 192,51        |
| 14–16 сентября 2017    | U.S. International Classic 2017                | 3 61,32         | 1 124,76        | 2 186,08        |
| 2016/2017 сезон        |                                                |                 |                 |                 |
| Дата                   | Событие                                        | КП              | ПП              | Общее           |
| 29 марта-2 апреля 2017 | Чемпионат мира 2017                            | 8 72,17         | 11 130,20       | 10 202,37       |
| 14–19 февраля 2017     | Чемпионат четырёх континентов 2017             | 6 69,10         | 6 124,81        | 6 193,91        |
| 2015/2016 сезон        |                                                |                 |                 |                 |
| Дата                   | Событие                                        | КП              | ПП              | Общее           |
| 22–24 апреля 2016      | Team Challenge Cup 2016                        | -               | 3 122,15        | 1 T             |
| 28 марта-3 апреля 2016 | Чемпионат мира 2016                            | 7 71,37         | 12 118,69       | 9 190,06        |
| 16–21 февраля 2016     | Чемпионат четырёх континентов 2016             | 3 67,61         | 2 140,35        | 2 207,96        |
| 15–24 января 2016      | Чемпионат США 2016                             | 2 67,35         | 2 129,45        | 2 196,80        |
| 10–13 декабря 2015     | Финал Гран-при 2015                            | 6 68,14         | 7 109,28        | 7 177,42        |
| 26–29 ноября 2015      | NHK Trophy 2015                                | 2 68,43         | 3 122,23        | 3 190,66        |
| 27–31 октября 2015     | Ice Challenge 2015                             | 1 68,74         | 1 120,54        | 1 189,28        |
| 22–25 октября 2015     | Skate America 2015                             | 1 69,69         | 4 122,28        | 2 191,97        |
| 23–26 сентября 2015    | Nebelhorn Trophy 2015                          | 4 58,00         | 2 121,56        | 2 179,56        |
| 2014/2015 сезон        |                                                |                 |                 |                 |
| Дата                   | Событие                                        | КП              | ПП              | Общее           |
| 16–19 апреля 2015      | Командный чемпионат мира 2015                  | 4 64,22         | 3 127,87        | 1 T 192,09      |
| 23–29 марта 2015       | Чемпионат мира 2015                            | 7 65,56         | 7 120,25        | 7 185,81        |
| 10–15 февраля 2015     | Чемпионат четырёх континентов 2015             | 5 63,54         | 5 124,44        | 5 187,98        |
| 17–25 января 2015      | Чемпионат США 2015                             | 1 74,01         | 1 136,48        | 1 210,49        |
| 20–23 ноября 2014      | Trophée Eric Bompard 2014                      | 4 59,04         | 3 120,28        | 4 179,32        |
| 23–26 октября 2014     | Skate America 2014                             | 4 60,61         | 4 108,01        | 4 168,62        |
| 25–27 сентября 2014    | Nebelhorn Trophy 2014                          | 3 55,29         | 3 110,81        | 3 166,10        |
| 11–14 сентября 2014    | U.S. International Classic 2014                | 2 49,00         | 1 114,24        | 1 163,24        |
| 2013/2014 сезон        |                                                |                 |                 |                 |
| Дата                   | Событие                                        | КП              | ПП              | Общее           |
| 20–25 января 2014      | Чемпионат четырёх континентов 2014             | 2 66,04         | 4 104,31        | 3 170,35        |
| 5–12 января 2014       | Чемпионат США 2014                             | 5 64,68         | 4 124,99        | 4 189,67        |
| 22–24 ноября 2013      | Rostelecom Cup 2013                            | 5 59,56         | 6 114,14        | 6 173,70        |
| 1–3 ноября 2013        | Cup of China 2013                              | 4 57,99         | 6 103,73        | 5 161,72        |
| 2–5 октября 2013       | Мемориал Ондрея Непелы 2013                    | 2 51,17         | 3 102,17        | 3 153,34        |
| 2012/2013 сезон        |                                                |                 |                 |                 |
| Дата                   | Событие                                        | КП              | ПП              | Общее           |
| 11–17 марта 2013       | Чемпионат мира 2013                            | 12 55,73        | 9 117,78        | 9 173,51        |
| 20–27 января 2013      | Чемпионат США 2013                             | 3 52,79         | 1 119,96        | 2 172,75        |
| 22–25 ноября 2012      | NHK Trophy 2012                                | 5 54,41         | 4 108,69        | 4 163,10        |
| 24–28 октября 2012     | Coupe Internationale de Nice                   | 1 59,01         | 2 96,99         | 1 156,00        |